# Палео Фалиро
Палео Фалиро (на гръцки: Παλαιό Φάληρο) е град в Гърция. Населението му е 64 021 жители (според данни от 2011 г.), а площта 4,574 кв. км. Намира се в часова зона UTC+2. Пощенският му код е 175 xx, телефонния 210, а МПС кода Z. Част е от Атинския метрополен район и се намира в южната му част.